# چنگ‌مرغ آلبرت
چنگ‌مرغ آلبرت (نام علمی: Menura alberti) یک پروندۀ آوازخوان ترسو و به اندازه قرقاول است که بومی جنگل‌های بارانی نیمه‌گرمسیری استرالیا، در منطقه کوچکی در مرز ایالتی بین نیو ساوت ولز و کوئینزلند است. این گونه نادرتر چنگ‌مرغ به نام شاهزاده آلبرت، شاهزاده همسر ملکه ویکتوریا، ملکه بریتانیا، نامگذاری شده است. آن را فاقد زیبایی چنگ‌شکل پرهای دم از چنگ‌مرغ والا است و در یک محدوده بسیار کوچکتر است.

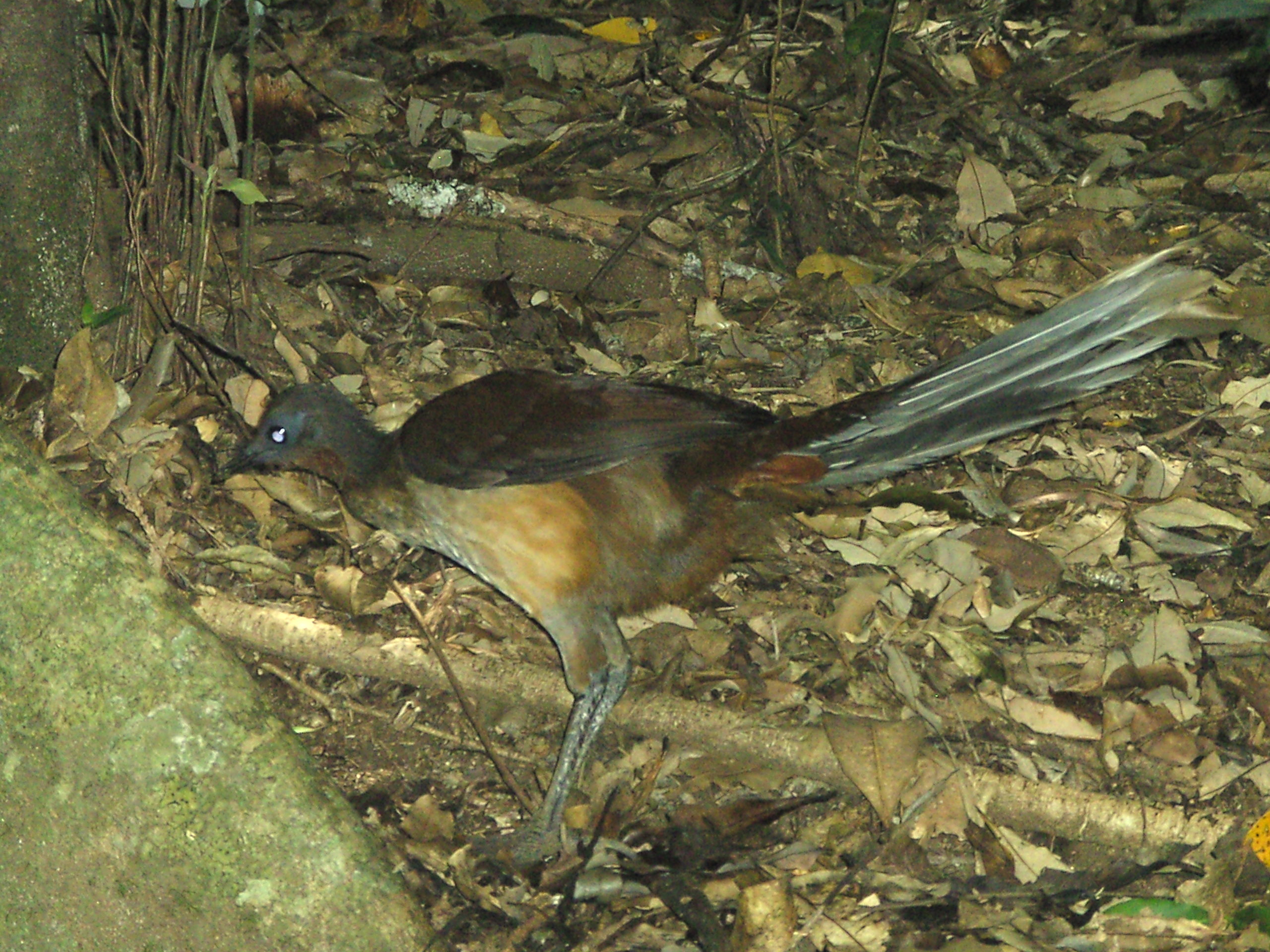
ماده در نیو ساوت ولز

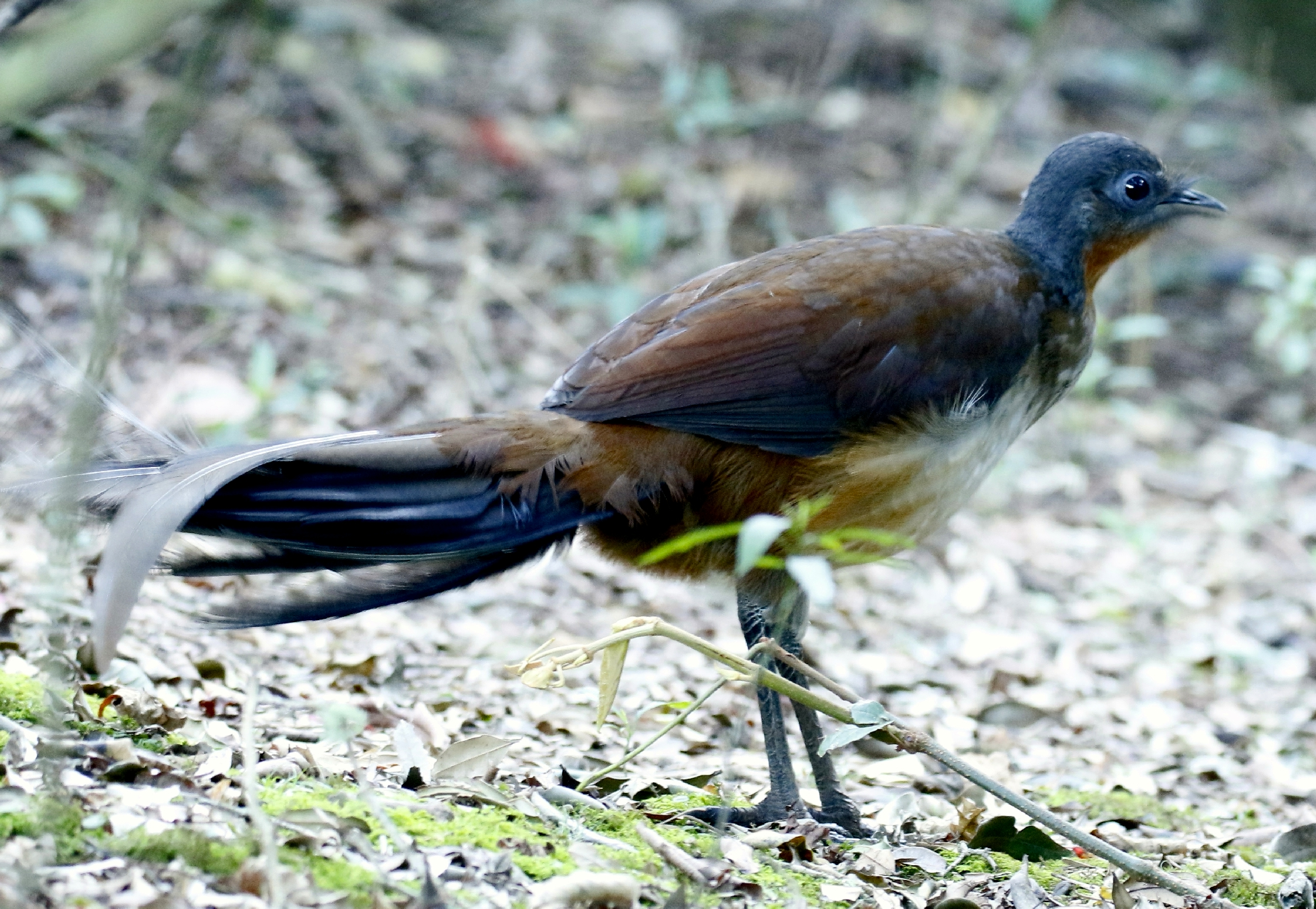
اقامتگاه اُریلی - استرالیا